# 同乐镇 (重庆市)
同乐镇，是中华人民共和国重庆市涪陵区下辖的一个乡镇级行政单位。原为同乐乡，2021年11月1日撤乡设镇。

## 行政区划
同乐镇下辖以下地区：
同建社区、七一村、同乐村、雪峰村、实胜村、解放村、寿坝村、莲池村、长青村、仁寿村、聚宝村、前进村、联兴村和齐丰村。